# 足利成氏
足利成氏（日語：足利成氏／あしかが しげうじ Ashikaga Shigeuji，1438年—1497年10月25日）是日本室町時代至戰國時代的武將，第五任鎌倉公方（任期為1449年－1455年）及初代古河公方（1455年－1497年）。成氏是室町幕府第四任鎌倉公方足利持氏的第四子。

## 鎌倉府再興
父親持氏一直與室町幕府對立，永享10年，永享之亂爆發，持氏最後兵敗自殺。因為持氏自殺，鐮倉公方一時之間滅亡，但是結城氏朝和結城持朝擁立持氏的遺兒次子春王丸和三子安王丸與幕府對抗，關東的混亂持續，最後爆發結城合戰。 最終結城氏朝兵敗身死。持氏的遺孤中，春王丸和安王丸在義教的授意下被長尾實景在美濃國處決，永壽王丸（後來的足利成氏）被送往京都。文安3年(1446年)在關東諸將的要求下持氏的遺孤成氏回歸鎌倉。文安4年（1447年）3月，永壽王丸在得到室町幕府第八代將軍足利義政（當時名為義成）的首肯下就任第5代鎌倉公方。1449年（寶德元年），足利成氏元服。“成氏”之名，就是拜領將軍當時的名字足利義成的“成”字而來的。此後，成氏登用在永享之亂和結城合戰中為鐮倉公方家殉死的武將遺孤結城成朝（結城氏朝四子）、簗田持助（簗田満助之子）、里見義實（里見家基之子）等人為側近，引起上杉氏和上杉家臣團的強烈反對。足利成氏亦認為其父之死是因為關東管領上杉憲實不忠所致，故極力與上杉氏對抗。

## 江之島合戰
寶德2年（1450年），簗田持助奉成氏之命，押領相模國鐮倉郡長尾鄉（現今橫濱市榮區長尾台）（長尾鄉是上杉氏的第一重臣長尾氏的發祥地，此地的御靈宮是長尾氏一門祭祀祖先的中心）。此事激起長尾景仲等長尾氏一族的憤慨，於是與同情長尾氏的太田資清（景仲的女婿）一同強烈抗議，但是成氏側並不打算歸還領地。
4月20日，景仲和資清率領五百騎進入鐮倉並發動政變。不過成氏在事前就得到情報，於夜裏在小山持政等人保護下逃離鐮倉，並在江之島堅守。4月21日，突入鐮倉的景仲等人為了追擊成氏而追往江之島，而小田持家、宇都宮等綱、千葉胤將為了救援成氏，率軍趕到江之島，兩軍在由比濱交戰。長尾太田軍慘敗，加上主君憲忠在不明情況下，為了救援成氏而命令小幡氏等出陣，於是景仲和資清就逃進資清的主君上杉持朝（前扇谷上杉家當主）的糟谷館（現今神奈川縣伊勢原市）。雖然憲忠完全沒有參與此事，不過襲撃者是長尾和太田的士兵，因此受到處罰（江之島合戰）。
得知這次事態的幕府讓當時復歸管領職的畠山持國作出仲裁，持國下達對成氏有利的裁定。8月4日，成氏返回鐮倉。10月，憲忠恢復職務。在憲忠的求情下，長尾景仲等人亦被赦免。此後，成氏側和憲忠側的武士經常因為押領對方的所領而對立。對此，取替持國而再次就任管領的細川勝元提出削減鐮倉公方的權力。另一方面，憲忠的義父上杉持朝考慮到繼續對此放任不理的話，會對女婿憲忠的性命有危險，於是秘密與長尾景仲一同進入上杉氏的本國上野國，並準備討伐成氏。而掌握以上行動的成氏和周邊勢力，亦開始秘密準備對抗的策略。 

## 鎌倉公方的動搖
其實早於寶德2年（1450年），成氏在返回鎌倉後，早期實施德政。例如在9月和10月將土地歸還給鶴岡八幡宮寺。人們認為，這樣做的目的是向關東諸國家炫耀新的鎌倉公方的權威。寶德3年（1451年），成氏已晉升為從四位下左兵衛督（『喜連川判鑑』等等）。
享德元年（1452年）、室町幕府管領畠山持國被細川勝元所取代。勝元對鎌倉公方採取嚴厲的姿態，宣佈沒有關東管領代理的書狀將不被接受。幕府想再次通過關東管領直接統治關東地區。 

## 享徳之亂爆發
足利成氏於享德3年（1454年）12月27日殺死上杉憲實之子憲忠，招致幕府與上杉氏再次聯手討伐，為期30年的享德之亂爆發。享德4年（1455年）正月，成氏從鎌倉出發向上杉家的長尾景仲及太田資清追擊，於正月22日的分倍河原之戰中擊敗上杉氏，犬懸上杉家家督上杉憲秋及扇谷上杉家家督兼相模守護上杉顯房戰死。此後，足利成氏乘勢攻略上杉一方在武藏國的據點，得知長尾景仲在小栗城後，在3月3日進入下總國古河城，得到那須資持、筑波潤朝、小田朝久等人支援後，開始攻撃小栗城。途中，朝久突然死去。閏4月，成氏軍攻陷小栗城，令景仲敗走。。 

## 上杉家的反攻及古河移座（初代古河公方）
山内上杉家上杉憲忠之弟房顯繼憲忠之後出任家督，重組上杉家。室町幕府決定支援上杉氏。享德4年4月後花園天皇發出綸旨及拿出御旗，將成氏定為朝敵召各大名進行征討。房顕進入上野平井城，越後上杉氏的援軍還有小栗城的殘餘部眾於下野天命（佐野市）及只木山佈陣。成氏於6月24日在天命及只木山西面現的足利市布陣對抗，7月移陣至小山上。另一方面，駿河守護今川範忠與及上杉氏的援軍於4月3日由京都出發（『康富記』），6月16日對鎌倉進行壓制（『鎌倉大草紙』）。 
此後，足利成氏放棄鎌倉，移往下總古河為根據地，所以被稱為古河公方。享德4年6月在古河鴻巢屋形設置古河公方館。長祿元年（1457年）10月，修復工作完成後搬到古河城（『鎌倉大草紙』）。將根據地搬至古河的原因是、下河邊荘等廣大的鎌倉公方御料所所在之處，當地亦是經濟的基礎及水上交通要衝之處。據說古河很接近支持古河公方的武家和豪族的所在地。古河公方附近的武家豪族其中非常信任小山持政，他被成氏以兄弟稱呼（兄弟の契盟）、同様有力的支持基盤結城氏的根據地亦在左右，這亦可能是遷至古河為根據地動機之一。此外，更兼成氏的兄弟勝長壽院門主成潤兼任於日光山作抵抗。
成氏向幕府解釋現在只是與上杉氏的鬥爭，對幕府對無造反意圖，但是他沒有得到回應。雖然京都於享德4年7月改元康正，康正3年9月改元為長祿，成氏繼續以「享徳」為年號使用，表現出抵抗幕府的意圖。}}。

## 成氏與上杉家的對峙
上杉氏於康正元年12月於下野天命只木山的戰陣崩潰，康正2年（1456年）9月於武蔵岡部原合戦中亦敗退。長祿3年（1459年）於五十子陣整備，此外於河越城（川越城）、岩付城（岩槻城）、江戸城完成防線。另一方面，成氏以古河城為中心，以直臣簗田氏的関宿城、野田氏的栗橋城、一色氏的幸手城、佐佐木氏的菖蒲城設置防線，雙方形成隔河對峙之勢。 
長祿2年（1458年），室町幕府與鎌倉將軍成氏對戰，將軍義政的同父異母弟足利政知被任命為新的鎌倉公方，以對抗足利成氏。政知住在伊豆堀越並在這裡建立宮殿，故稱“堀越公方”。從那時起，下野、常陸、下總、上總、安房等為古河公方的勢力範圍，而上野、武蔵、相模、伊豆等地成為幕府、關東管領山内上杉家、扇谷上杉家等勢力支持的堀越公方的勢力範圍・關東的分開東西兩部份繼續作戰下去。主要戰場在武藏北部和上野東部的大田莊附近。
在此期間，幕府命令名大名將派遣軍隊前去征服五十子陣，但由於斯波義敏違反命令與甲斐常治進行長祿合戰，結城直朝在奥羽與民眾抗争而要退兵，亦由於今川範忠重返駿河，編隊未按預期進行。儘管堀越公方試圖加強軍事實力，但是因為政知的執事澀川義鏡之子斯波義廉受將軍義政之助以旁系身份繼承斯波家家督，澀川義鏡因而與扇谷上杉家發生衝突令對成氏的戰鬥失敗。寬正6年（1465年），幕府將軍命令今川義忠和武田信昌在關東地區出戰，但尚不清楚他們是否遵命。
最終，由於御家騷動在京都開始爆發，諸大名被分成兩個派系，應仁之亂爆發，幕府無法將部隊派往關東地區。

## 享德之亂的終結
文明3年（1471年）3月，成氏與小山氏及結城氏的軍隊一同遠征，並襲擊在伊豆的堀越公方知政，但是戰敗並撤退回古河城（“鎌倉大草紙”）。這次遠征失敗的影響很大，小山氏、小田氏等有力豪族響應幕府的歸順命令而倒戈，古河城因而就變得不安全，上杉家的長尾景信在5月開始對古河進行全面進攻。然後，千葉孝胤撇退到本佐倉（“鎌倉大草紙”）。但是，上杉家卻沒有進入古河城的權力，文明4年，成氏與在千葉孝胤、結城氏廣、那須資實和他的弟弟雪下殿尊敒的支持下回到古河城。後來，小山氏再次投靠成氏一方。

## 晩年
都鄙合体之後，成氏的朝敵汚名得以除去，嫡男足利政氏的名前准許加上將軍義政名字的其中一字。成氏本來使用「享徳」為年號，享徳27年（文明10年）之後已沒有記錄。其後古河公方與堀越公方並立，山内上杉家與扇谷上杉家之間的抗爭（長享之亂）爆發令不安定的狀態持續，成氏此後再沒有回到鎌倉。長享3年（1489年）根據文書中政氏為公方的證據判斷，成氏因病而不能干政，將家督譲與其嫡男足利政氏。
明應6年（1497年）9月晦日（30日）死去。據說他逝世時為64歳。法名為「乾享院殿久山道昌」（『古河公方系圗（續群書類從）』）。據說成氏臨終之時留下向嫡子政氏囑咐，命他重新獲得關東八州並遷移到鎌倉是一個孝行，將勝於哀悼等事情（『鎌倉公方九代記』）。 